# 백색테러 징메이기념공원
백색테러 징메이기념공원 (중국어 정체자: 白色恐怖景美紀念園區, 병음: Báisè Kǒngbù Jǐngměi Jìniàn Yuánqū)은 중화민국 신베이시 신뎬 구에 있는 사적지이자 박물관이다.
과거에는 징메이 간수소나 푸싱 캠프라는 이름을 사용하였는데, 구금 시설로 사용되었을때에는 군인이 아니더라도 정치범이었다면 이곳에 구금되었다. 이 시대 중화민국은 타이완 성 계엄령 시기였기 때문에, 계엄령 관련 포고를 위반하는 경우에도 수감되었다.

## 역사[1]

### 군사·구금시설 시대
1957년 6월 중화민국 국군의 군법학교 건물로 처음 세워졌고, 1967년 7월 1일에 군법학교 건물로서의 임무는 종결되었다. 1968년 중화민국 정부는 이곳에서 경찰과 군의 감옥 일부로 사용하게 하였다. 그러나 1970년 중화민국 정부는 국방부군사정보국간수소라는 이름으로 사용하게 되었는데, 이후 징메이 군사간수소(중국어 정체자: 景美軍事看守所)라는 명칭으로 불리게 되었다. 이후 1985년 미국에서 기자를 살해한 죄로 가택연금 처분을 받은 왕시림에 대한 가택연금을 위한 시설이 별도로 이곳에 추가 건립되었다. 이후 징메이 군사간수소로서의 임무는 1991년에 종결되었다. 1999년 중화민국 법령의 개정으로 타이완 북부지역에 대한 군사법원 시설이 이곳에 들어서게 되었다. 이 시점에는 국군 푸싱 캠프(중국어 정체자: 國軍新店復興營區)라는 이름을 사용하였다.

### 인권 사적지 시대
2002년, 중화민국 행정원 산하 문화건설위원회는 이 곳을 징메이인권기념공원이라는 이름의 사적지로 개편하였다. 2005년 정식으로 동원감란시기군법재판기념공원이라는 정식 명칭이 제정되었고, 2007년 중화민국 국군은 해당 부지의 소유권을 행정원 문화건설위원회로 양도하고 정식으로 박물관으로 개관하였다. 2009년 징메이인권문화공원이라는 이름이 정식 제정되었고, 2011년 국가인권박물관의 일부로 편입되었다.
2007년과 2008년에는 민간 재단인 펑멍민문화기금회에서 위탁 운영하였으나, 2008년 11월 해당 재단은 운영권을 포기하고 중화민국 정부에 관리권을 반환하였다.
2018년, 같은 해 설립된 국립인권박물관으로의 관리 권한 이양에 따라, 명칭을 현재의 명칭인 백색테러 징메이기념공원으로 개칭하였다.

### 메이리다오 사건과 백색테러 징메이기념공원
1980년 3월 18일, 메이리다오 사건과 관련된 주요 인사인 뤼슈롄등이 이곳에서 군법재판을 받고 유죄판결을 받았다. 현재 이 재판이 열린 법정은 백색테러 징메이기념공원의 일부로 남아있다.

## 갤러리

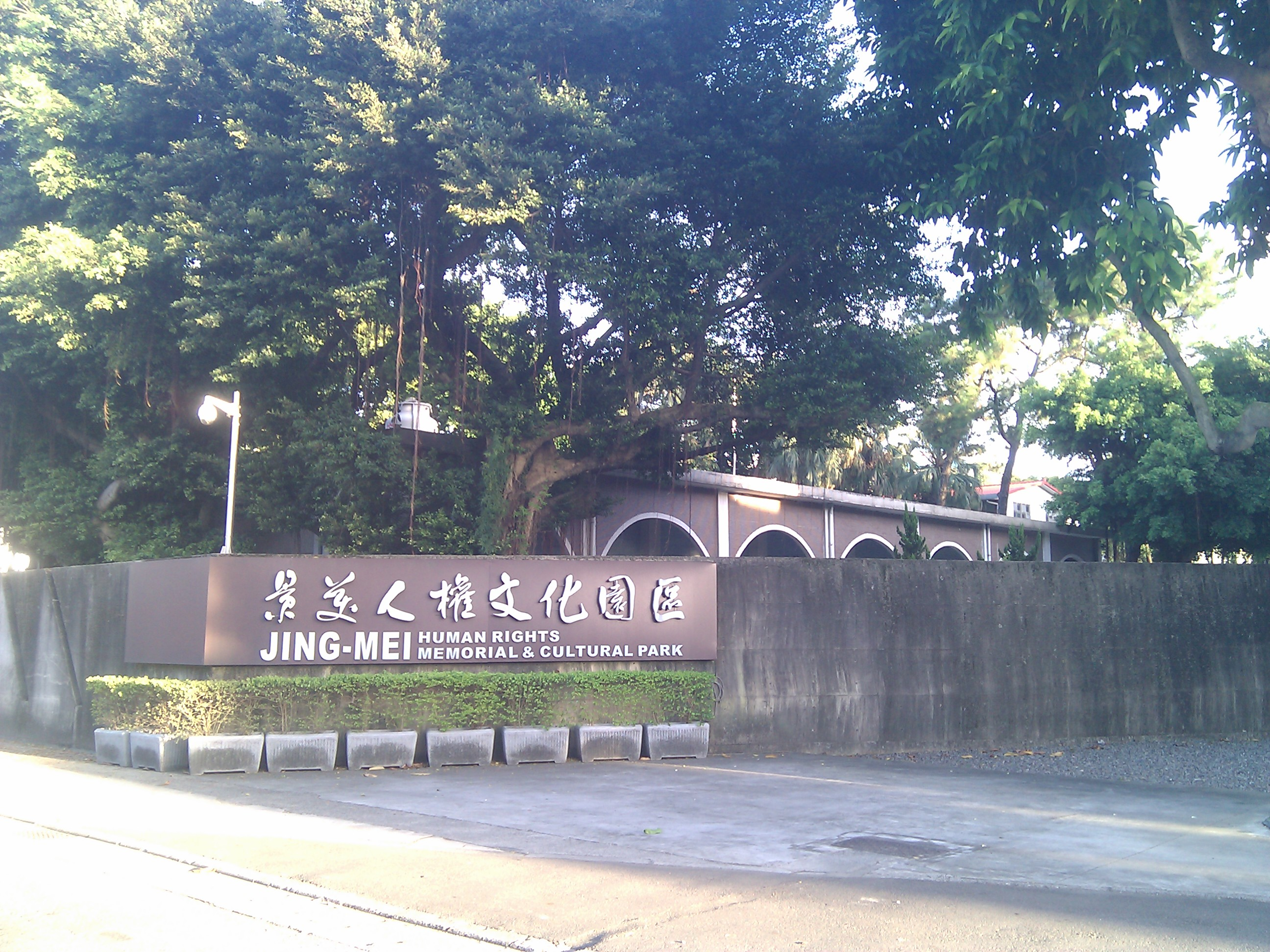
백색테러징메이기념공원 입구
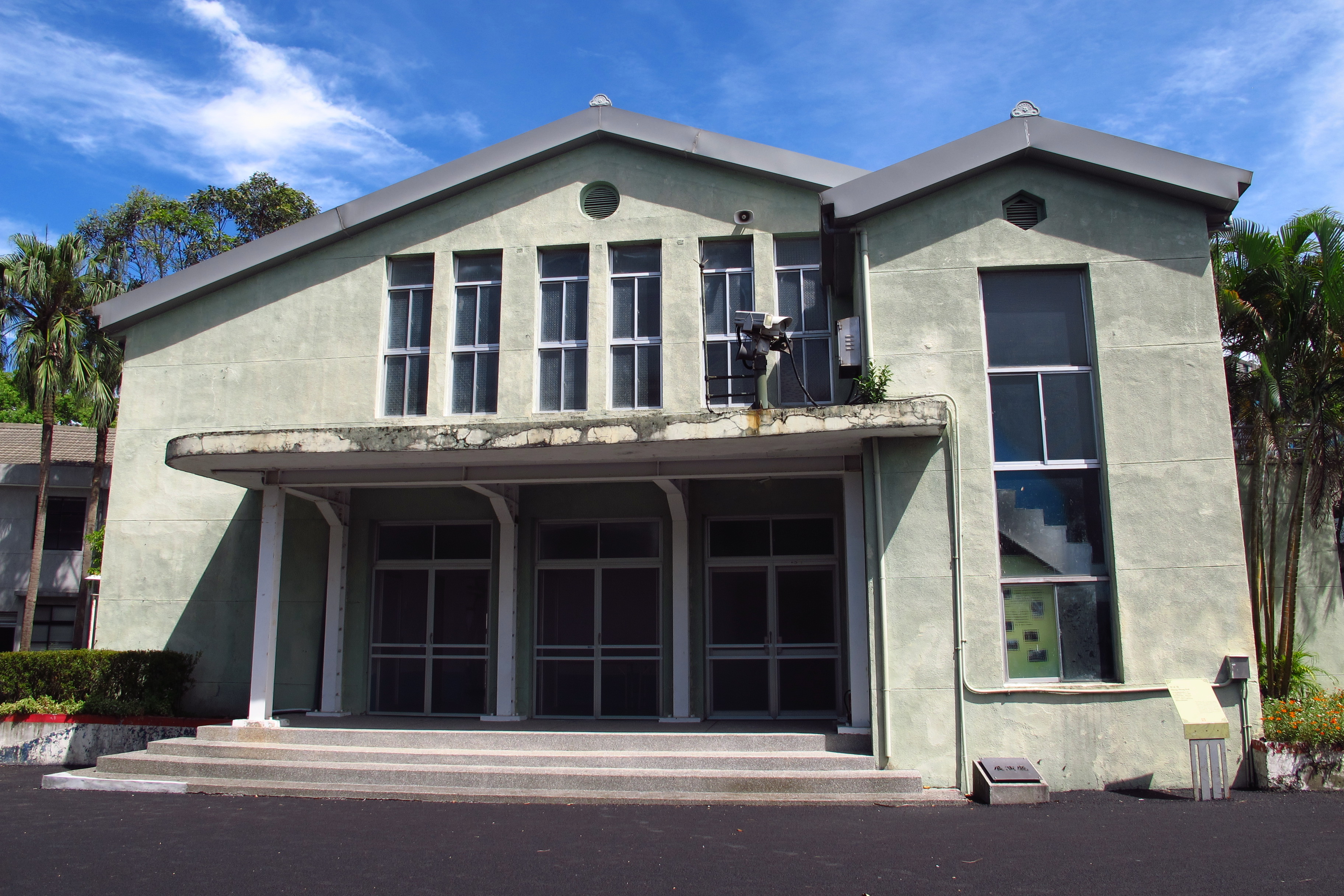
경내 중정당
군사재판소
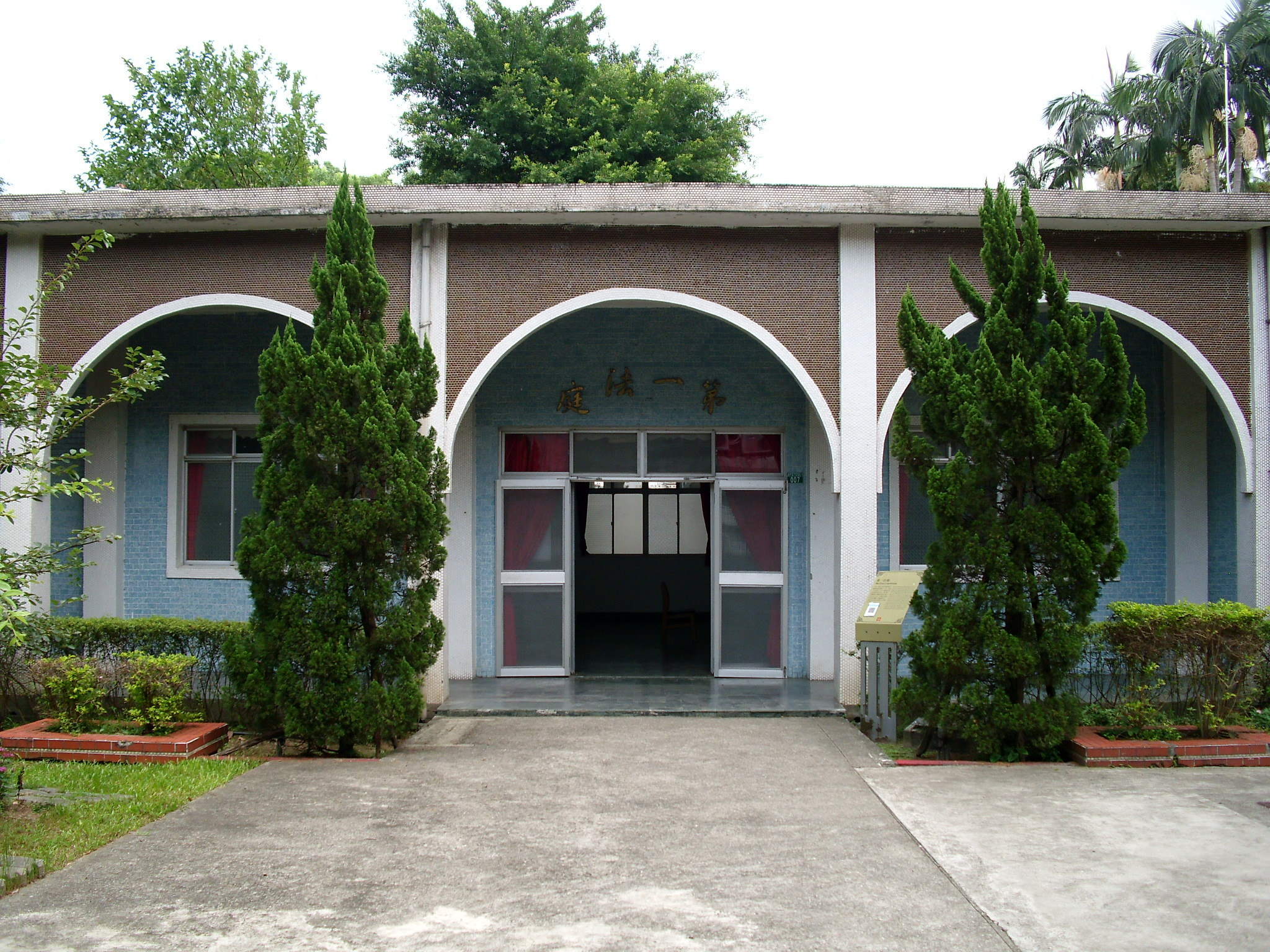
메이리다오 사건 재판이 열린 제1법정
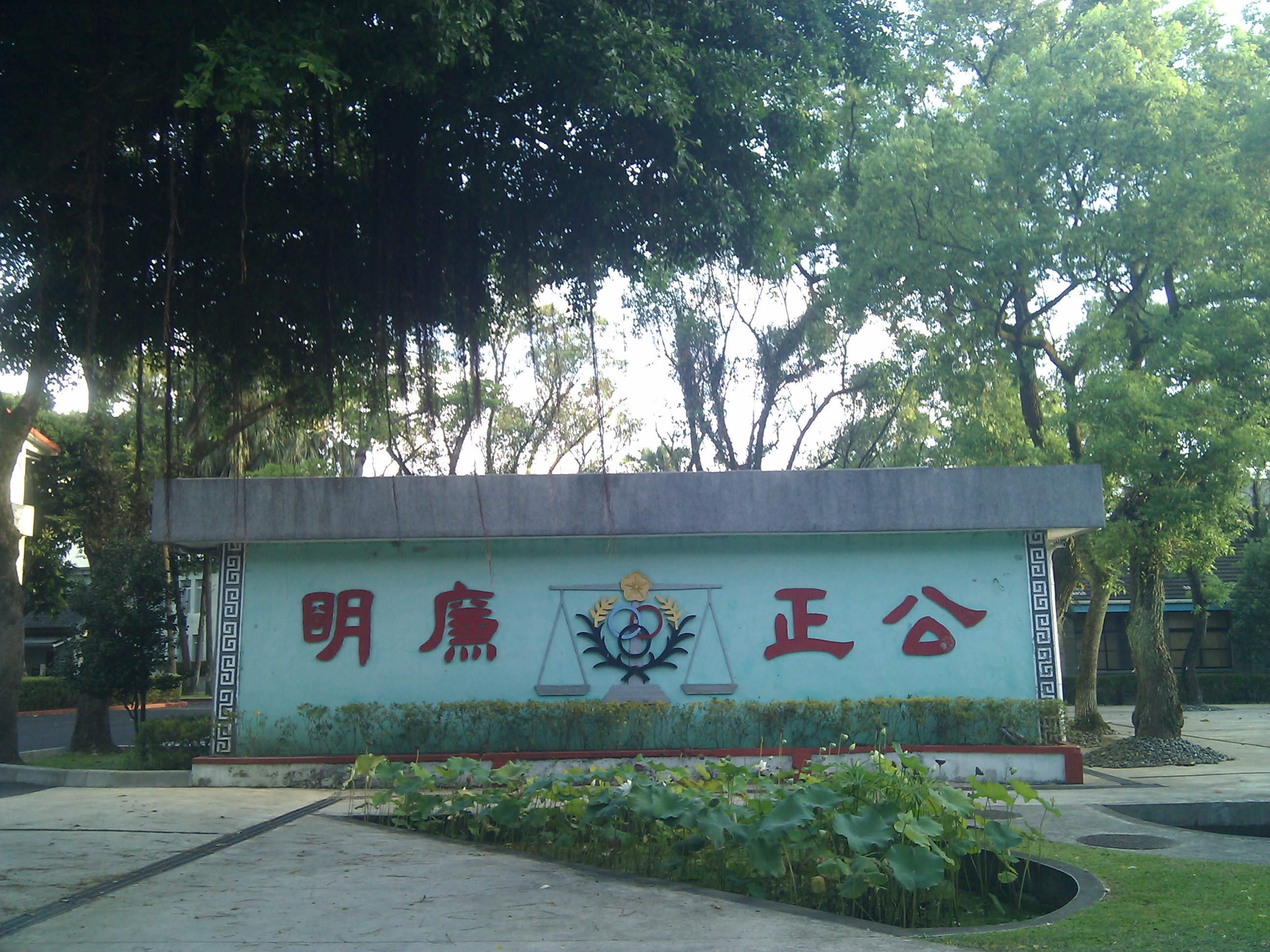
구호판